# مسابقات فرمول یک فصل ۱۹۸۱
مسابقات فرمول یک فصل ۱۹۸۱ در سال ۱۹۸۱ میلادی برگزار شد. در این مسابقات نلسون پیکوئت (به انگلیسی: Nelson Piquet) از تیم برابهم و با خودروی فورد به قهرمانی رسید وی که در آغاز مسابقه در خط ۴ قرار داشت، بهترین زمان خود را در دور ۱ به دست آورد و در مجموع صاحب ۵۰ امتیاز شد.